# Bent Pedersen A/S
Bent Pedersen A/S er en dansk bilforhandler- og autoværkstedskæde med fire afdelinger i Jylland samt hovedkvarter i Esbjerg. De forhandler, markedsfører, servicerer og vedligeholder personbiler, varebiler og lastbiler af mærkerne Mercedes-Benz, Citroën, Fiat og Maxus. Bent Pedersen A/S har afdelinger i Esbjerg, Varde og Sønderborg.
Virksomheden blev etableret i 1967 og i 2024 havde de ca. 130 ansatte. Selskabet er ejet af familien Pedersen.